# Марк Попилий Ленат (консул 316 пр.н.е.)
Вижте пояснителната страница за други личности с името Марк Попилий Ленат.
Марк Попилий Ленат (на латински: Marcus Popillius Laenas) e политик на Римската република.
Той е син на Марк Попилий Ленат (четири пъти консул 359, 356, 350 и 348 пр.н.е.).
През 316 пр.н.е. Марк е консул с колега Спурий Навций Руцил. Те започват боеве против самнитите и превземат с диктатор Луций Емилий град Сатикула.